# Sprawność ruchowa
Sprawność ruchowa – umiejętność władania swoim aparatem ruchu, dzięki opanowaniu podstawowych nawyków ruchowych. Wzrost sprawności ruchowej uzależniony jest od nabytych umiejętności i doświadczeń osobistych.
Sprawność ruchowa i sprawność fizyczna stanowią motoryczność i obrazują rezultaty rozwoju ontogenetycznego. W problematyce dotyczącej rozwoju fizycznego szczególnego znaczenia nabierają zagadnienia dotyczące rozwoju motorycznego, gdyż rozwój ten właśnie odzwierciedla szereg zachowań, zdolności i umiejętności człowieka.